# 天地創造 (映画)

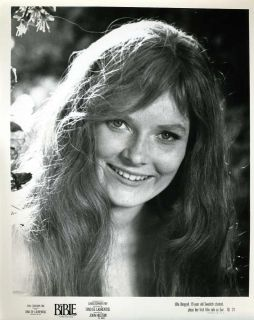
エバを演じたウラ・ベルグリッド

『天地創造』（てんちそうぞう、英: The Bible: In the Beginning...; 伊: La Bibbia）は、1966年のアメリカ合衆国・イタリアの叙事詩的映画。
監督はジョン・ヒューストン、出演はマイケル・パークス、ウラ・ベルグリッド、リチャード・ハリス、ジョン・ヒューストン、スティーヴン・ボイド、ジョージ・C・スコット、エヴァ・ガードナー、ピーター・オトゥールなど。
『旧約聖書』の創世記、1章の天地創造から22章のイサクの生け贄までを描く。
65mmカメラで撮影され、3chトラックから差分で抽出された5chの疑似サラウンド音声を伴い、特別なレンズを映写機に取り付け150度の角度で巨大な湾曲スクリーンに映写する「ディメンション150」方式で上映された。

## ストーリー
『旧約聖書』の“創世記”のうち、1章「天地創造」から22章「イサクの燔祭」までの中から主要な7つのエピソードを描いている。
冒頭は、神は初めに天と地を創造し光と闇で昼夜を生み出し、2日目に空を、3日目に大地と海、草木を、4日目に星を、5日目に魚と鳥を、6日目に地の獣を作り、そして土の塵で神様自身の姿に似せて最初の人間となるアダムを造り、続けてイヴを造る。
7日目に、アダムとイヴに“エデンの園”を守るよう告げて神は休みに入ろうとするが、その際に食べると善悪の知識を与える“禁断の木の実”だけは食べてはならぬと警告する。
しかし、ヘビの姿をした悪魔にそそのかされたイヴは誘惑に負けて禁断の木の実を食ベてしまい、アダムもイヴに勧められて木の実を食べてしまったため、アダムとイヴは神の怒りに触れてエデンの園を追放され、アダムは労働の苦役を、イブは出産の痛みを課せられる。
やがてアダムとイヴとの間には長男カインと次男アベルという二人の息子が生まれ、成長したカインは農耕者に、アベルは羊飼いになる。
収穫の季節、カインとアベルはそれぞれ神に御供え物をするが、神はカインの収穫の供え物を受け付けず、アベルの供えた子羊のみを受け入れたので、嫉妬と激情に駆られたカインはアベルを殴り殺してしまう。アダムとイヴはアベルの遺体を埋葬、神から放浪者になるよう告げられたカインは額に印をつけられ、エデンの東にあるノドの地に移住する。
そんなカインも妻をめとり、その子孫は世界各地に増えていったが、やがて人々の心には悪が宿り、創造したことを悔いた神は人も獣も全て滅ぼすしかないと決意する。
アベルとイヴの三男セトの子孫であるノアは妻と3人の息子セム、ハム、ヤペテ、とそれぞれの妻たちと共に神を厚く敬いながら生活していた。
そんなある日、ノアは神から、全ての人間を滅ぼすために大洪水を起こすことを決意しており、ノアに方舟を作って家族と共に乗るよう指示する声を聞く。
ノアや息子たちは周囲の人々にバカにされながらも巨大な方舟を完成させ、神の指示通りに家族と全ての動物を一つがいずつ乗せていく。するとそれから間もなくして雨が降り始め、40日間かけて大洪水となりノア一家以外の全ての人々を飲み込み、地上はすべて消え失せてしまう。 
やがて方舟はアララト山に流れ着き、鳩を飛ばして水が引いたことを確認したノアは動物たちを連れて新天地に降り立つ。
時は流れ、ノアの子孫クシュの息子であるニムロドは神をも恐れぬ傲慢な王となっており、自らの権力を誇示するため民衆を使役して天まで届く高い塔"バベルの塔”を造る。
塔の天辺からニムロドは天に向かって矢を放ち、神はこの愚かな行いは人々が全て同じ言語を話すことによる為だと考え、人々に違う言語を話させて意思が通じないようにし、混乱した人々は世界各地に散り散りとなっていく。
さらに時が流れた10世代後。民衆を率いていたアブラムに神は示す場所へと向かうよう指示し、愛妻サライと亡き弟の子ロトと多くの従う人々を連れて放浪の旅に出て、カナンの地に辿り着き、そこを拠点として放牧の生活を始める。
ロトはかねてからこの土地に居住している人々と共存できるか心配するのだが、そんな中やがてアブラムとロトは互いの部下たちが反目し合ったことをきっかけに別々の土地に住むことを決め、ロトはソドムの町へと移ることにする。
アブラムとサライは中々子供に恵まれず、サライは女奴隷ハガルをアブラムに妾として与え、程なくしてハガルはアブラムの子を身籠もり、アブラムはサライに生まれくる子は自分たちの子であると伝えて彼女を慰める。
そんな時、ヨルダンのシンアル、エラサル、エラム、ゴイムという4ヶ国の王が手を組み、ソドム・ゴモラ・アドマ・ツェボイム・ツォアルの5人の王の死海の同盟軍との戦争となり、ソドムは略奪に遭い、ロトと家族は捕虜になってしまう。アブラムは自らの従者と共に、ソドムに攻め入ってロトとその家族や仲間を救い出し、神より改名を勧められたアブラムはアブラハム、サライはサラと改名する。やがてハガルはアブラハムとの息子イシュマエルを出産するが、神からサラに子が授かると約束されていたアブラハムはハガルからイシュマエルに祝福を与えるよう求められても応じない。
年月が過ぎ、アブラハムとサラはすっかり年老いたが、未だに子供ができなかった。そんなある時、アブラハムの前に神の使者が現れ、自分たちが去る頃にはサラに男の子が授かること、そしてこれから罪多きソドムとゴモラを滅ぼすとアブラハムに伝えて旅立っていく。その際、アブラハムはもし10人の心正しき者がいても滅ぼすのかと使者に問うと、使者はその者は助けると約束する。
ソドムを訪れた使者はロトに家族を連れて逃げるよう伝え、何があっても決して振り返ってはならないと警告する。使者は邪悪な者達の視力を奪っていき、ロトは家族を連れて滅びゆくソドムから脱出して山に向かったが、ロトの妻は振り返ってしまい、塩の柱と化してしまう。
そんなある日、アブラハムとサラとの間に神のお告げ通りに息子が生まれ、イサクと名付ける。イサクが成長すると、サラはアブラハムにハガルとイシュマエルを追放するよう迫り、アブラハムはイシュマエルも私の子だと主張するのだが、神のお告げでサラの言葉に従うよう指示され、やむなく二人を追放する。
そして再びアブラハムは神から、イサクを連れて旅立ち、導く山に向かい彼を生贄に捧げるよう命じられる。アブラハムは苦しみながらも神には従うしかなく、何も知らないイサクを連れて旅立った。、二人は滅びたソドムの町を通り、目的地の山に到着した時、初めてイサクは自分が生贄にされることに気づくのだが、自らの運命を受け入れてアブラハムの指示に従うことにする。
アブラハムは焚火に火を点け、ナイフでイサクを殺そうとしたその時、神の声がアブラハムを止める。これは神がアブラハムの信仰心を確かめるために与えた試練であり、アブラハムはイサクを抱き寄せ、その場にいた山羊を代わりに生贄として捧げる。
神は試練を乗り越えたアブラハムを祝福、「汝の子孫を天の星のように、海辺の砂のように増やそう」と語りかけるのであった。

## キャスト
| 役名              | 俳優                       | 日本語吹き替え                                  | 日本語吹き替え                                             | 日本語吹き替え                                                                                  | 日本語吹き替え                                                 |
| 役名              | 俳優                       | TBS版                                           | 日本テレビ版                                               | テレビ朝日版                                                                                    | LD版                                                           |
| ----------------- | -------------------------- | ----------------------------------------------- | ---------------------------------------------------------- | ----------------------------------------------------------------------------------------------- | -------------------------------------------------------------- |
| アダム            | マイケル・パークス         | 野島昭生                                        | 井上和彦                                                   | 牛山茂                                                                                          | 小川真司                                                       |
| エバ              | ウラ・ベルグリッド         |                                                 | 玉川紗己子                                                 | 叶木翔子                                                                                        | 榊原良子                                                       |
| カイン            | リチャード・ハリス         |                                                 | 屋良有作                                                   | 原康義                                                                                          | 江角英明                                                       |
| アベル            | フランコ・ネロ             | 仲村秀生                                        | 田中秀幸                                                   | 松本保典                                                                                        | 田中信夫                                                       |
| 神の使者          | ピーター・オトゥール       | 仲村秀生                                        | 家弓家正                                                   | 山寺宏一                                                                                        | 家弓家正                                                       |
| アブラハム        | ジョージ・C・スコット      | 加藤和夫                                        | 有川博                                                     | 小林勝彦                                                                                        | 北村和夫                                                       |
| サラ              | エヴァ・ガードナー         | 鳳八千代                                        | 藤田淑子                                                   | 吉田理保子                                                                                      | 新橋耐子                                                       |
| ニムロデ          | スティーヴン・ボイド       |                                                 | 広瀬正志                                                   | 石塚運昇                                                                                        | 寺島幹夫                                                       |
| ノア              | ジョン・ヒューストン       | 塩見竜介                                        | 八奈見乗児                                                 | 大木民夫                                                                                        | 久米明                                                         |
| ノアの妻          | プペッラ・マッジョ         | 京田尚子                                        |                                                            |                                                                                                 | 幸田弘子                                                       |
| セム              | ピーター・ハインゼ         |                                                 |                                                            |                                                                                                 |                                                                |
| ハム              | アンジェロ・ボスカリオール |                                                 | 玄田哲章                                                   |                                                                                                 | 玄田哲章                                                       |
| ヤペテ            | エリック・ロイツィンガー   |                                                 |                                                            |                                                                                                 |                                                                |
| ロト              | ガブリエル・フェルゼッティ | 安田隆                                          | 大山高男                                                   |                                                                                                 |                                                                |
| ロトの妻          | エレオノラ・ロッシ＝ドラゴ | 野沢雅子                                        | 勝生真沙子                                                 |                                                                                                 |                                                                |
| ハガル            | ゾーイ・サリス             | 宗形智子                                        | 勝生真沙子                                                 |                                                                                                 |                                                                |
| イサク            | アルベルト・ルカントーニ   | 野沢雅子                                        | 合野琢真                                                   | 田中真弓                                                                                        |                                                                |
| 神の声            | ジョン・ヒューストン       | 阪脩                                            | 家弓家正                                                   | 城達也                                                                                          |                                                                |
| ヘビ              | フラビオ・ベンナティ       |                                                 | 阪脩                                                       |                                                                                                 |                                                                |
| その他            | N/A                        | 玄田哲章 仲木隆司 日高晤郎 池田勝               | 京田尚子 滝沢久美子 速水奨 小金澤篤子 吉田美保             | 寺島幹夫 菅生隆之 香椎くに子 堀越真己 掛川裕彦 火野カチ子 松本梨香 田中正彦 久保田民絵 宝亀克寿 | 宗形智子 納谷六朗 笹岡繁蔵 好村俊子 田原アルノ 島香裕 松田洋治 |
| ナレーション      | ジョン・ヒューストン       | 鈴木瑞穂                                        | 久米明                                                     | 松橋登                                                                                          | 伊藤惣一                                                       |
|                   |                            |                                                 |                                                            |                                                                                                 |                                                                |
| 演出              |                            | 山田悦司                                        | 田島荘三                                                   | 福永莞爾                                                                                        | 小林守夫                                                       |
| 翻訳              |                            | トランスグローバル                              | 野地玲子                                                   | 武満真樹                                                                                        | 井場洋子                                                       |
| 調整              |                            | 杉原日出弥                                      | 近藤勝之                                                   | 山田太平                                                                                        |                                                                |
| 効果              |                            |                                                 | PAG                                                        | リレーション                                                                                    |                                                                |
| 監修              |                            |                                                 | カトリック中央協議会                                       |                                                                                                 |                                                                |
| 制作              |                            | トランスグローバル                              | コスモプロモーション                                       | ムービーテレビジョン                                                                            | 東北新社                                                       |
| 初回放送 （品番） |                            | 1978年12月25日 『月曜ロードショー』 21:00-23:25 | 1991年8月16日 『金曜ロードショー』 DVD・BD収録 正味約109分 | 1994年3月27日 『日曜洋画劇場』                                                                  | 2021年6月26日 スター・チャンネル （FY524-36MA） ノーカット     |

※日本語版は上記の他、石川進、中村メイコが登場するすべての役を担当し、小山田宗徳がナレーションを担当した映画本編のダイジェスト版ともいうべきレコード版も存在する。『こどものための聖書物語 天地創造』という題名で発売。監修は大塚三仁、制作協力はニッポン企画。品番は「S JET-7917」。

## 音楽
当初予定されていたイーゴリ・ストラヴィンスキーとゴッフレド・ペトラッシへの依頼が諸事情で叶わず、『涅槃交響曲』のレコードを聴いたジョン・ヒューストン監督の指名により、黛敏郎が抜擢された。黛はこの映画で1966年度のアカデミー作曲賞（第39回）とゴールデングローブ賞 作曲賞（第24回）にノミネートされた。
音楽が黛に決まる以前にエンニオ・モリコーネの作曲で、15分間ほどの音楽が既に録音されていたものの、モリコーネのレコード・レーベルと、プロデューサーのラウレンティスとの間で契約上の問題が解消されず、モリコーネの起用は断念されることになった。